# Avatar: The Last Airbender (2024)
Avatar: The Last Airbender, também conhecida como Avatar: The Legend of Aang (bra: Avatar: O Último Mestre do Ar; prt: Avatar: O Último Airbender), é uma série de televisão estadunidense de aventura e fantasia. É uma adaptação live-action da série de televisão de animação de mesmo nome (2005–2008). Anunciada pela primeira vez em setembro de 2018, Albert Kim é o showrunner, com um ensemble cast que inclui Gordon Cormier, Dallas Liu, Kiawentiio, Ian Ousley, Paul Sun-Hyung Lee, Elizabeth Yu e Daniel Dae Kim.
A série estreou em 22 de fevereiro de 2024 na Netflix, sendo composta por oito episódios. Recebeu críticas mistas a positivas, com os críticos elogiando-o pelas performances, efeitos visuais e design de produção, mas criticando o roteiro e a falta de originalidade.
A Netflix não economizou na produção do live-action. Cada um dos oito episódios saiu por US$ 15 milhões, totalizando um custo de US$ 120 milhões somente pela primeira temporada, sendo assim uma das séries mais caras já feitas pela gigante do streaming.
Em 6 de março de 2024, a Netflix anunciou a renovação de Avatar: O Último Mestre do Ar para mais duas temporadas. A gigante do streaming aproveitou para informar que a terceira leva de episódios será a última.

## Premissa
A série se passa em um mundo devastado pela guerra, inspirado em várias culturas asiáticas e indígenas estadunidenses, onde certas pessoas podem "dobrar" um dos quatro elementos clássicos – água, terra, fogo ou ar. Aang, o "Avatar" e o último Mestre do Ar vivo, é a ponte entre os mundos mortal e espiritual, e o único capaz de dobrar todos os quatro elementos em vez de apenas um. O Avatar mantém o equilíbrio do mundo e da natureza para trazer a paz, e Aang agora enfrenta a responsabilidade de acabar com as ambições militaristas da Nação do Fogo de conquistar o mundo. Com seus novos companheiros Katara e Sokka, Aang se propõe a dominar os quatro elementos enquanto é perseguido por Zuko, o príncipe herdeiro exilado da Nação do Fogo, que busca recuperar sua honra capturando-o.

## Elenco e personagens

### Principais
- Gordon Cormier como Avatar Aang: Um Mestre do Ar pacífico e de espírito livre de 12 anos que ficou congelado por cem anos. Quando ele acorda, todos os outros Mestres do Ar foram exterminados pela Nação do Fogo e ele é enviado em uma missão para acabar com a guerra e se tornar a figura de proa do equilíbrio e da harmonia para o mundo como o Avatar.[8]
- Dallas Liu como Príncipe Zuko: O príncipe herdeiro da Nação do Fogo, de 17 anos, com cicatrizes, exilado e temperamental, empenhado em capturar o Avatar para acabar com seu banimento e recuperar sua honra.[8]
- Kiawentiio como Katara: Uma garota de 14 anos que é a última Mestre da Água de sua tribo depois que sua mãe foi morta pela Nação do Fogo. Apesar de sua tragédia pessoal, ela se junta a Aang em sua jornada enquanto desenvolve seu verdadeiro potencial.[8]
- Ian Ousley como Sokka: O irmão de 16 anos de Katara que tentou se tornar o quase líder de sua tribo depois que seu pai partiu para lutar na guerra. Ele se junta a Aang em sua missão junto com Katara, e compensa sua falta de habilidades de dobrar com sua inteligência, desenvoltura e confiável bumerangue.[8]
- Paul Sun-Hyung Lee como Tio Iroh: Um general aposentado da Nação do Fogo, irmão mais velho do Senhor do Fogo Ozai, e o sábio e carinhoso tio e mentor de Zuko.[9]
- Elizabeth Yu como Princesa Azula: A astuta e prodigiosamente talentosa princesa da Nação do Fogo e irmã mais nova de Zuko.[10]
- Daniel Dae Kim como Senhor do Fogo Ozai: O governante tirânico e sádico da Nação do Fogo, irmão mais novo de Iroh e pai de Zuko e Azula.[11] Kim participou da franquia Avatar várias vezes – a primeira vez no Livro Dois de Avatar: The Last Airbender, onde ele dublou o General Fong,[12] e em A Lenda de Korra, onde ele dublou Hiroshi Sato.[13]

### Recorrentes
- Ken Leung como Comandante Zhao: Um ambicioso, mas arrogante, implacável e desonroso oficial naval da Nação do Fogo e o principal rival de Zuko em sua busca pelo Avatar.[9]
- Maria Zhang como Suki: A líder da elite dos soldados femininos da Ilha Kyoshi, as Guerreiras Kyoshi.[10]
- Lim Kay Siu como Gyatso: Um monge Nômade do Ar travesso, alegre, gentil e atencioso que é o mentor e figura paterna de Aang.[9]
- A Martinez como Pakku: Um mestre dominador da água da Tribo da Água do Norte que serve como professor de Aang e Katara.[14]
- Amber Midthunder como Princesa Yue: A princesa da Tribo da Água do Norte.[15]
- Yvonne Chapman como Avatar Kyoshi: A lendário Avatar dominadora da terra anterior à encarnação anterior de Aang, Avatar Roku.[10]
- Tamlyn Tomita como Yukari: a mãe de Suki e a prefeita ferozmente protetora de sua pequena vila na Ilha Kyoshi.[10]
- Casey Camp-Horinek como Gran Gran: A matriarca da Tribo da Água do Sul, mãe de Hakoda e avó de Katara e Sokka.[10]
- C. S. Lee como Avatar Roku: O Avatar dominador de fogo que precede Aang e serve como seu mentor.[16]

## Episódios
| N°. | Título (Título em Portugal)          | Dirigido por   | Escrito por | Data de lançamento original |
| --- | ------------------------------------ | -------------- | --- | --------------------------- |
| 1   | "The Last Airbender" "Aang" (PT)     | Michael Goi    | Albert Kim, Michael Dante DiMartino e Bryan Konietzko                                                                         | 22 de fevereiro de 2024     |
| 2   | "Warriors" "Guerreiros" (PT)         | Michael Goi    | Joshua Hale Fialkov | 22 de fevereiro de 2024     |
| 3   | "Omashu" "Omashu" (PT)               | Jabbar Raisani | Christine Boylan | 22 de fevereiro de 2024     |
| 4   | "Into the Dark" "Na Escuridão" (PT)  | Jabbar Raisani | Keely MacDonald | 22 de fevereiro 2024        |
| 5   | "Spirited Away" "Desaparecidos" (PT) | Roseanne Liang | Gabriel Llanas | 22 de fevereiro de 2024     |
| 6   | "Masks" "Máscaras" (PT)              | Roseanne Liang | História por : Ubah Mohamed, Bryan Konietzko e Michael Dante DiMartino Roteiro por : Emily Kim, Hunter Ries e Bryan Konietzko | 22 de fevereiro de 2024     |
| 7   | "The North" "Norte" (PT)             | Jet Wilkinson  | Audrey Wong Kennedy | 22 de fevereiro de 2024     |
| 8   | "Legends" "Lendas" (PT)              | Jet Wilkinson  | Albert Kim | 22 de fevereiro de 2024     |

Roseanne Liang e Jabbar Raisani dirigem episódios da série. Jet Wilkinson dirige o oitavo episódio.

## Produção
Em 2018, a Netflix anunciou que um remake live-action "reimaginado" de Avatar deveria iniciar a produção em 2019. Os criadores originais da série, Michael Dante DiMartino e Bryan Konietzko, foram inicialmente anunciados como produtores executivos e showrunners. Em junho de 2020, os criadores abandonaram a série devido a diferenças criativas. Isso foi revelado depois que DiMartino publicou uma carta aberta em seu próprio site em 12 de agosto de 2020. A dupla citou diferenças em sua abordagem do programa em comparação com a visão da Netflix, citando também um ambiente "negativo e sem apoio" durante seu tempo no estúdio; a dupla finalmente recebeu os créditos de escrita do primeiro e do sexto episódios. Em agosto de 2021, Albert Kim foi oficialmente anunciado como escritor, produtor executivo e showrunner; ele comentou em uma postagem no seu blog: "Meu primeiro pensamento foi: 'Por quê? O que eu poderia fazer ou dizer com a história que não foi feito ou dito no original?' Mas quanto mais eu pensava sobre isso, mais intrigado ficava. Seremos capazes de ver as dobras de uma forma real e visceral que nunca vimos antes." Na mesma publicação, Kim enfatizou que "ao longo deste processo, nossa máxima tem sido 'autenticidade'. Para a história. Para os personagens. Para as influências culturais. Autenticidade é o que nos faz continuar, tanto na frente quanto atrás das câmeras." Dan Lin, Lindsey Liberatore, Michael Goi e Roseanne Liang também foram anunciados como produtores executivos, com Goi e Liang dirigindo episódios da série.

## Lançamento e recepção
A série foi lançada em 22 de fevereiro de 2024.
O site agregador de resenhas Rotten Tomatoes relatou um índice de aprovação de 60% com base em 50 resenhas críticas. O Metacritic, que usa uma média ponderada, atribuiu uma pontuação de 56 em 100 com base em 26 críticos, indicando avaliações "mistas ou médias". Jack Seale, do The Guardian, deu uma crítica positiva à série, dizendo: "As paisagens brilham, há um bisão voador gigante de seis patas que transporta todos espetacularmente de um lugar para outro através das nuvens e o jovem elenco está à altura da tarefa."